# 小型モジュール炉の設計一覧
小型モジュール炉の設計一覧（こがたモジュールろのせっけいいちらん）は、小型モジュール炉（Small modular reactor、SMR）の設計一覧。
小型モジュール炉は、約300MWe以下で現在の原子炉よりもはるかに小さく、安全性、建設、経済的利益を提供し、初期設備投資と規模拡張コストを低下させる可能性のあるコンパクトでスケーラブルな設計を備えている。

## 要約表
設計  ライセンス中  建設中  操業可能  キャンセル  引退
記載されている電力は、特に明記されていない限り、1基の原子炉の容量を指す。
| 名前 | グロス電気出力 （MWe）       | タイプ        | メーカー                                       | 国                | 状況                                                                                            |
| --- | ---------------------------- | ------------- | ---------------------------------------------- | ----------------- | ----------------------------------------------------------------------------------------------- |
| 4S | 10–50                        | SFR           | 東芝                                           | 日本              | 詳細設計                                                                                        |
| en:ABV-6 | 6–9                          | PWR           | OKBMアフリカントフ                             | ロシア            | 詳細設計                                                                                        |
| zh:ACP100 (玲龍一号) | 125                          | PWR           | 中国核工業集団                                 | 中国              | 建設中                                                                                          |
| en:TMSR-LF1 | 10                           | MSR           | 中国核工業集団                                 | 中国              | 建設中                                                                                          |
| en:ARC-100 | 100                          | SFR           | ARC Nuclear                                    | カナダ            | 設計：ベンダー設計レビュー。1基2019年12月にポイント・ルプロー原子力発電所での建設が承認された。 |
| MMR | 5                            | MSR           | Ultra Safe Nuclear Corp.                       | カナダ            | ライセンス段階                                                                                  |
| en:ANGSTREM | 6                            | LFR           | OKBギドロプレス                                | ロシア            | 概念設計                                                                                        |
| en:B&W mPower | 195                          | PWR           | バブコック・アンド・ウィルコックス             | アメリカ          | 2017年3月にキャンセル                                                                           |
| BANDI-60 | 60                           | PWR           | KEPCO                                          | 韓国              | 詳細設計                                                                                        |
| BREST-OD-300 | 300                          | LFR           | アトムエネルゴプロム                           | ロシア            | 建設中                                                                                          |
| en:BWRX-300 | 300                          | ABWR          | GE日立ニュークリア・エナジー                   | アメリカ          | ライセンス段階                                                                                  |
| en:CAREM | 27–30                        | PWR           | CNEA                                           | アルゼンチン      | 建設中                                                                                          |
| Copenhagen Atomics Waste Burner | 50                           | MSR           | Copenhagen Atomics                             | デンマーク        | 概念設計                                                                                        |
| en:HTR-PM | 210 (2 reactors one turbine) | HTGR          | 中国華能集団                                   | 中国              | 2021年12月に1基がグリッドに接続された。                                                         |
| en:ELENA | 0.068                        | PWR           | クルチャトフ研究所                             | ロシア            | 概念設計                                                                                        |
| Energy Well(en:N/A) | 8.4                          | MSR           | cs:Centrum výzkumu Řež                         | チェコ            | 概念設計                                                                                        |
| en:Flexblue | 160                          | PWR           | アレヴァ TA / DCNS group                       | フランス          | 概念設計                                                                                        |
| en:Fuji MSR | 200                          | MSR           | 国際トリウム溶融塩フォーラム (ITMSF)           | 日本              | 概念設計                                                                                        |
| en:GT-MHR | 285                          | GTMHR         | OKBMアフリカントフ                             | ロシア            | 概念設計完了                                                                                    |
| en:G4M | 25                           | LFR           | Gen4 Energy                                    | アメリカ          | 概念設計                                                                                        |
| en:GT-MHR | 50                           | GTMHR         | ゼネラル・アトミックス, フラマトム             | アメリカ,フランス | 概念設計                                                                                        |
| en:IMSR400 | 185–192                      | MSR           | Terrestrial Energy                             | カナダ            | 概念設計                                                                                        |
| en:TMSR-500 | 500                          | MSR           | ThorCon                                        | インドネシア      | 概念設計                                                                                        |
| en:IRIS | 335                          | PWR           | ウェスチングハウス主導                         | 国際              | 設計（基礎）                                                                                    |
| KLT-40S アカデミック・ロモノソフ | 70                           | PWR           | OKBMアフリカントフ                             | ロシア            | 2020年5月稼働 (浮遊プラント)                                                                    |
| MCSFR(en:N/A) | 50–1000                      | MCSFR(en:N/A) | Elysium Industries                             | アメリカ          | 概念設計                                                                                        |
| MHR-100(en:N/A) | 25–87                        | HTGR          | OKBMアフリカントフ                             | ロシア            | 概念設計                                                                                        |
| MHR-T(en:N/A) | 205.5 (x4)                   | HTGR          | OKBMアフリカントフ                             | ロシア            | 概念設計                                                                                        |
| MRX | 30–100                       | PWR           | 日本原子力研究所                               | 日本              | 概念設計                                                                                        |
| NP-300(en:N/A) | 100–300                      | PWR           | アレヴァ TA                                    | フランス          | 概念設計                                                                                        |
| en:NuScale | 45                           | PWR           | NuScale Power LLC                              | アメリカ          | ライセンス段階                                                                                  |
| Nuward(en:N/A) | 300–400                      | PWR           | コンソーシアム                                 | フランス          | 概念設計, 2030年建設予定                                                                        |
| en:OPEN100 | 100                          | PWR           | Energy Impact Center                           | アメリカ          | 概念設計                                                                                        |
| en:PBMR-400 | 165                          | HTGR          | Eskom                                          | 南アフリカ        | キャンセル。無期限延期                                                                          |
| en:ロールス・ロイス SMR | 470                          | PWR           | ロールス・ロイス・ホールディングス             | イギリス          | 設計段階                                                                                        |
| SEALER(en:N/A) | 55                           | LFR           | LeadCold                                       | スウェーデン      | 設計段階                                                                                        |
| SMART(en:N/A) | 100                          | PWR           | KAERI                                          | 韓国              | ライセンス供与                                                                                  |
| en:SMR-160 | 160                          | PWR           | Holtec International                           | アメリカ          | 概念設計                                                                                        |
| SVBR-100(en:N/A) | 100                          | LFR           | OKBギドロプレス                                | ロシア            | 詳細設計                                                                                        |
| en:SSR-W | 300–1000                     | MSR           | Moltex Energy                                  | イギリス          | 概念設計                                                                                        |
| S-PRISM | 311                          | FBR           | GE日立ニュークリア・エナジー                   | アメリカ/日本     | 詳細設計                                                                                        |
| U-Battery(en:N/A) | 4                            | HTGR          | U-Battery コンソーシアム                       | イギリス          | 設計および開発作業                                                                              |
| en:VBER-300 | 325                          | PWR           | OKBMアフリカントフ                             | ロシア            | ライセンス段階                                                                                  |
| VK-300(en:N/A) | 250                          | BWR           | アトムストロイエクスポルト                     | ロシア            | 詳細設計                                                                                        |
| VVER-300(en:N/A) | 300                          | BWR           | OKBギドロプレス                                | ロシア            | 概念設計                                                                                        |
| ウェスチングハウス SMR | 225                          | PWR           | ウェスチングハウス・エレクトリック・カンパニー | アメリカ          | キャンセル。予備設計完了。                                                                      |
| Xe-100(en:N/A) | 80                           | HTGR          | X-energy                                       | アメリカ          | 概念設計開発                                                                                    |
| 2014年に更新。一部の原子炉はIAEA報告書に含まれていない。すべてのIAEA原子炉がリストされているわけではなく、まだ追加されており、現在の日付のIAEAレポート（anno2021）にまだリストされていないものも追加されている。 |                              |               |                                                |                   |                                                                                                 |

## 原子炉の設計

### ACP100
2021年、海南省の昌江原子力発電所でACP100の建設が開始された。以前、2019年7月、CNNCは、年末までにデモ用ACP100SMRの構築を開始すると発表した。ACP100の設計は2010年に開始され、2016年にIAEAによって承認されたこの種の最初のSMRプロジェクトになった。これは、(2年間の給油間隔と)内部冷却材システムを備えた完全に統合された原子炉モジュールであり、385MWtと約125MWeを生成する。125MWeの加圧水型原子炉（PWR）は、「Linglong One(玲龙一号)」とも呼ばれ、発電、暖房、蒸気生産、海水淡水化などの複数の目的のために設計されている。

### ARC-100
ARC-100は、アイダホ州の実験用増殖炉II(EBR-2)の30年間の運転に基づいた、金属燃料を使用した100MWeプール型ナトリウム冷却高速(中性子)束原子炉です。ARC Nuclear(en:N/A)は、既存のCANDU施設を補完する目的で、GE日立ニュークリア・エナジーと共同で、カナダでこの原子炉を開発している。

### BWRX-300: アメリカ
ESBWRの縮小版で、冷却材喪失事故の可能性を排除し、より単純な安全メカニズムを可能にする。2020年1月、GE日立ニュークリア・エナジーは、米国原子力規制委員会との間でBWRX-300の規制ライセンスプロセスを開始した。

### CAREM: アルゼンチン

CAREM 原子炉のロゴ

アルゼンチン国立原子力委員会（CNEA）とINVAPによって開発されたCAREMは、100MWまたは25MWの電気出力を持つように設計された簡略化された加圧水型原子炉（PWR）です。 これは一体型原子炉であり、一次システム冷却材回路は完全に原子炉容器内に含まれている。燃料は濃縮度3.4％の235Uを含む酸化ウランです。一次冷却材システムは自然循環を使用しているため、ポンプは不要であり、事故の状況でも炉心溶融に対する固有の安全性を提供する。一体型の設計により、冷却材喪失事故（LOCA）のリスクも最小限に抑えられる。毎年の燃料補給が必要です。現在、このタイプの最初の原子炉は、ブエノスアイレス州北部のサラテ市の近くに建設されている。

### コペンハーゲン・アトミクス(Copenhagen Atomics): デンマーク
コペンハーゲン核廃棄物焼却炉は、デンマークの溶融塩技術会社であるコペンハーゲン・アトミクスによって開発された。コペンハーゲン核廃棄物焼却炉は、フッ化物ベースの単一流体、重水減速、自律制御された熱スペクトル溶融塩原子炉です。これは、漏れのない40フィートのステンレス鋼輸送コンテナの内側に収まるように設計されている。重水減速材は溶融塩から断熱され、継続的に排水され、50°C未満に冷却される。 溶融リチウム7重水素化物（7LiOD）減速材バージョンも研究されている。原子炉はトリウム燃料サイクルを利用し原子炉を起動するために、初期核分裂性物質として使用済み核燃料から分離されたプルトニウムを使用し最終的にトリウム増殖炉に移行する。

### エリジウム・インダストリーズ(Elysium Industries)
エリジウムの設計は、溶融塩化物塩高速炉（MCSFR）と呼ばれる高速スペクトル炉であり、核分裂の大部分が高エネルギー（高速）中性子によって引き起こされることを意味する。これにより核燃料を効率的に使用し燃料サイクルを閉じることで、親物質の同位体をエネルギー生成燃料に変換することができる。 加えて、これにより、原子炉に水型原子炉からの使用済み核燃料を燃料として供給することができる。

### カプセル化された核熱源 (ENHS: Encapsulated Nuclear Heat Source): アメリカ
ENHSは、鉛（Pb）または鉛-ビスマス（Pb-Bi）冷却材を使用する液体金属冷却炉（LMR）です。鉛は、他の一般的に使用されている冷却金属であるナトリウムよりも沸点が高く、空気や水に対して化学的に不活性です。難しいのは、特に高温で、PbまたはPb–Bi冷却材と互換性のある構造材料を見つけることです。ENHSは、冷却材とタービン蒸気に自然循環を使用し、ポンプの必要性を排除する。また、負荷追従発電設計を含む自律制御で設計されており、熱から電気への効率は42％以上です。燃料はU–ZrまたはU–Pu–Zrのいずれかであり、11％の239Puまたは、13％の235Uのいずれかで燃料補給が必要になる前に15年間原子炉をフルパワーに保つことができる。少なくとも冷却剤が固化するのに十分に冷えるまでは、現場での保管が必要であり、核拡散に対して非常に耐性がある。しかしながら、原子炉容器は冷却材を入れた状態で300トンの重さがあり、輸送に支障をきたす可能性がある。

### フリベ・エナジー (Flibe Energy): アメリカ
フリベ・エナジーは、（溶融塩原子炉の一種）液化フッ化トリウム原子炉（LFTR）技術に基づいた小型のモジュール式原子炉を設計、建設、運用するために設立された米国を拠点とする企業です。「Flibe」という名前は、LFTRで使用されるリチウムとベリリウムのフッ化物塩であるFLiBeに由来する。最初に20〜50MW（電気）バージョンが開発され、その後100MWeの「ユーティリティクラスの原子炉」が開発された。組立ラインの建設が計画されており、「発電のために行く必要のある全国に分散できるモバイルユニット」を生産している。当初、同社は遠隔地の軍事基地に電力を供給するためのSMRの製造に注力していた。フリベは、核融合炉で一次冷却材として使用することと、D-T融合炉用のトリチウム燃料を増殖させることの両方で使用することも提案されている。